# Hinigaran
Hinigaran est une localité de la province du Negros occidental, aux Philippines. En 2015, elle compte 85 602 habitants.